# Oaks (Shropshire)
Oaks – wieś w Anglii, w hrabstwie Shropshire. Leży 11 km na południowy zachód od miasta Shrewsbury i 225 km na północny zachód od Londynu.